# Quinto Sulpicio Longo
Quinto Sulpicio Longo  fue un político y militar romano del siglo IV a. C. perteneciente a la gens Sulpicia.

## Tribunado militar
Obtuvo el tribunado consular en el año 390 a. C. en medio de la amenaza gala de declarar la guerra. Cuando los galos finalmente avanzaron sobre Roma y derrotaron a los romanos en la batalla del Alia, se refugió en el monte Capitolino con sus colegas, el Senado y la juventud de la sociedad romana, dejando que los galos invadiesen la ciudad. Fue el encargado de dirigir las negociaciones con Breno, jefe de los galos, para la rendición de los sitiados, aunque no se llegaron a concluir por la oportuna aparición del dictador Camilo.